# Барбоса (Антьокия)
Барбоса (исп. Barbosa) — город и муниципалитет на севере Колумбии, на территории департамента Антьокия. Входит в состав городской агломерации Медельина.

## История
Поселение, из которого позднее вырос город, было основано в 1795 году. Муниципалитет Барбоса был выделен в отдельную административную единицу в 1812 году.

## Географическое положение

Муниципалитет Барбоса

Город расположен в центральной части департамента, на правом берегу реки Порсе, на расстоянии приблизительно 27 километров к северо-востоку от Медельина, административного центра департамента. Абсолютная высота — 1472 метра над уровнем моря.

Муниципалитет Барбоса граничит на севере с муниципалитетом Донматиас, на востоке — с муниципалитетом Санто-Доминго, на юге — с муниципалитетами Консепсьон и Сан-Висенте, на западе — с муниципалитетом Хирардота. Площадь муниципалитета составляет 206 км².

## Население
По данным Национального административного департамента статистики Колумбии, совокупная численность населения города и муниципалитета в 2012 году составляла 47 719 человек.
Динамика численности населения муниципалитета по годам:
| 2005   | 2006   | 2007   | 2008   | 2009   | 2010   | 2011   | 2012   |
| ------ | ------ | ------ | ------ | ------ | ------ | ------ | ------ |
| 42 439 | 43 127 | 43 887 | 44 647 | 45 414 | 46 173 | 46 951 | 47 719 |

Согласно данным переписи 2005 года мужчины составляли 49,2 % от населения Барбосы, женщины — соответственно 50,8 %. В расовом отношении белые и метисы составляли 96 % от населения города; негры, мулаты и райсальцы — 4 %.
Уровень грамотности среди всего населения составлял 89,8 %.

## Экономика
Основу экономики Барбосы составляют целлюлозно-бумажная и текстильная отрасли промышленности, а также сельскохозяйственное производство и туризм.

49,6 % от общего числа городских и муниципальных предприятий составляют предприятия торговой сферы, 38,8 % — предприятия сферы обслуживания, 10 % — промышленные предприятия, 1,6 % — предприятия иных отраслей экономики.